# الحرب الأهلية الموزمبيقية
الحرب الأهلية الموزمبيقية هي حرب بدأت في سنة 1977 بعد سنتين من نهاية حرب الإستقلال الموزمبيقية، وقد كانت هذهِ الحرب مُشابهة الحرب الأهلية الأنغولية، وكانت الحرب بين جبهة تحرير موزمبيق والمختصرة بكلمة فريليمو وبين القوات الوطنية للموزمبيق وهي القوات المسلحة الموزمبيقية والمكونة من ميليشيا المقاومة الوطنية الموزمبيقية والتي كانت ممولة من قبل رودسيا وجنوب أفريقيا لاحقاً، حوالي مليون شخص قتلوا في هذه الحرب و4 مليون آخرين هُجروا، انتهت الحرب في 4 إكتوبر 1992 ، بعد عقد إتفاقية روما للسلام، وقبل كِلا الطرفان بتنظيم انتخابات مُتَعَدِدَة الأحزاب في البلاد فنظمت الانتخابات في سنة 1994، وكذلك سُمِح بدخول قوات الأمم المتحدة لأجل حفظ السلام.

## البداية

### الاستقلال
في 1950 و1960، المقاومة الموزمبيقية ازدادت توسعا ضد الحكم الاستعماري البرتغالي، وزاد الاستياء من السلطات البرتغالية بسبب قرون من الاستغلال، الظلم والإهمال لموزمبيق. بعد موجة ناجحة من حركات الاستقلال في الأراضي الأفريقية الأخرى المحتلة، قوى الحرب الباردة والمجتمع الدولي حثوا البرتغال على مغادرة أراضيها في أفريقيا. المشاعر الخاصة لسكان موزمبيق بتحقيق الاستقلال الوطني تطور في 25 يونيو 1962 فقد قامت العديد من الجماعات السياسية الموزمبيقية التي تناضل من أجل استقلال موزمبيق عن البرتغال اتحدت لتشكل شكلت جبهة تحرير موزمبيق (FRELIMO) في دار السلام، تنزانيا. أول رئيس لجبهة تحرير موزمبيق كان إدواردو موندلين الذي هدف الأول هو إقامة قاعدة عريضة لدعم المتمردين الذين يمكنهم على نحو فعال تدمير النظام الاستعماري. المساهمين الخاصين في هذه الحركة مجهولين، الكثير منهم يعتقد بأنه أصدقاء موندلين حيث قاموا بتمويل وعلاج جنود جبهة تحرير موزامبيق وقاموا بالدعاية لهم وكذلك المشاريع التعليمية، في حين أن المعدات العسكرية والتدريب كان من الجزائر، الاتحاد السوفيتي والصين. وفي 25 سبتمبر 1964، جنود جبهة تحرير موزمبيق، مع مساعدة لوجستية من السكان المحيطين بالمنطقة، هاجموا الإدارة الاستعمارية في تشاي في محافظة كابو دلغادو. هذه الغارة أطلقت العنان للكفاح المسلح ضد الحكومة الاستعمارية البرتغالية. متشددي جبهة تحرير موزمبيق كانوا قادرين على التهرب من الحرب واستخدام تكتيكات حرب العصابات فقد نصبوا عدة كمائن للدوريات العسكرية البرتغالية، تخريب خطوط الاتصال والسكك الحديدية. في بداية الحرب، جبهة تحرير موزمبيق كان لها أمل قليل في النصر العسكري على البرتغال وفكرت في حرب استنزاف ضد البرتغال لإجبار لشبونة عن طريق التفاوض بإعطاء موزمبيق استقلاله. البرتغال قاتلت بكل قوتها في هذه الحرب. في أوائل 1970، أطلقت البرتغال عمليات ناجحة لتفي تدمير قوات حرب العصابات وقواعد الدعم في موزمبيق التابعة لجبهة تحرير موزمبيق. الجيش البرتغالي لم يكن دمر في ساحة المعركة، على الرغم من تراجع معنويات بعض ضباطه وتحولهم إلى الإيديولوجية الشيوعية التي تتبعها جبهة تحرير موزمبيق. وفي 25 أبريل 1974، تم الإطاحة بالنظام الاستبدادي للدكتاتور استادو نوفو في لشبونة، وهي خطوة كانت مدعومة من قبل العديد من العمال والفلاحين البرتغاليين. حركة القوات المسلحة (Movimento das Forças Armadas) في البرتغال تعهدت بالعودة إلى الحريات المدنية وحد القتال في جميع المستعمرات. في 7 سبتمبر 1974 تم توقيع اتفاق بين حركة القوات المسلحة في البرتغال وجبهة تحرير موزمبيق بعد مفاوضات امتدت لعام كامل. نتيجة الهجرة، الاقتصاد والتنظيم الاجتماعي لموزمبيق انهارا. وفي 25 يونيو 1975 ، موزمبيق استقلت عن البرتغال وأصبح سامورا ماشيل رئيسا للدولة.

### الوضع السياسي-الجغرافي
استقلال موزمبيق وأنغولا في عام 1975 تحدى حكم الأقلية البيضاء في جنوب أفريقيا بسبب استقلال البلدين بواسطة حربين كانتا حرب عصابات وأظهرتا أنه حتى بجيش وموارد عسكرية كبيرة فقد استقلت أنغولا وموزمبيق بإمكانات بسيطة مما أدى عمليا إلى دوران الخطر على الأقلية البيضاء الصغيرة. سقوط الحكم الديكتاتوري البرتغالي أعطى الأمل إلى المقاومة السوداء في جنوب أفريقيا وروديسيا. ثم في كلا البلدين، الحركات الاشتراكية الثورية اكتسبت السلطة. هذه الحركات كان لها تعاون وثيق مع حركات المقاومة السوداء في جنوب أفريقيا وروديسيا، والآن دعمهم لهم ظهر للعلن، فضلا عن منحهم ملاذا آمنا من حيث التنسيق بين القوات. كما أن سامورا ماشيل قال في كلمة له في عام 1975: «إن النضال في زيمبابوي (أي روديسيا) هو نضالنا». القوات المسلحة الروديسية افتقرت إلى القوى العاملة في حماية 800 ميل من الحدود مع موزمبيق ضد دخول المتمردين وفي الوقت نفسه حكومة سميث ذات الفصل العنصري فقدت البرتغال كحليفة لها ومعها عشرات الآلاف من الجنود التي تم نشرهم في الحروب الاستعمارية البرتغالية. ومن ثمة، الأقليات البيضاء في جنوب أفريقيا وروديسيا أصبحت في موقف شديدة الضعف قبل أحداث 1974/1975. بعد ذلك، تم تقويض قدرة البلدان المستقلة حديثا على دعم البلدان المجاورة لها بالأسلحة وأصبحت جنوب أفريقيا وروديسيا حليفتين رئيستين في إستراتيجية مكافحة هذا التهديد الجديد. هذا تجلى في دعم روديسيا للمقاومة الوطنية الموزمبيقية في عام 1975 وفي جنوب أفريقيا تم اعتماد «الاستراتيجية الوطنية الإجمالية».

### الصراع داخل موزمبيق والانشقاق عن FRELIMO
بعد الاستقلال، جبهة تحرير موزمبيق أعلنت تحول موزمبيق إلى دولة اشتراكية بنظام الحزب الواحد مما أدى إلى قمع كبير للمعارضين. قادة الحزب الجديد "PCN" عارضوا ذلك ودعوا إلى انتخابات متعددة الأحزاب أسسها معارضين بارزين لجبهة تحرير موزمبيق فتم اعتقالهم وإدانتهم في محاكمات صورية خارج نطاق القضاء. علاوة على ذلك، تم تأميم العديد من الشركات البرتغالية المملوكة. الخوف من الانتقام بين الأقلية البيضاء، وإعطاء الإنذار لهم باختيار الجنسية الموزمبيقية أو مغادرة البلاد خلال 90 يوما، قاد الغالبية العظمى من 370.000 شخص من الأقلية البيضاء من أبناء موزمبيق ذو الأصول البرتغالية إلى الخروج من البلاد. هذا أدى إلى انهيار اقتصادي وفوضى عارمة كما أن عدد قليل من الأفارقة فقط تلقوا تعليما عاليا أو حتى التعليم الابتدائي تحت الحكم البرتغالي.

### الصراع داخل موزمبيق والانقلاب المجتمعي
أصبحت جبهة تحرير موزمبيق حزبا ماركسيا ثوريا وبدأت قلب الهياكل الإدارية التقليدية من أجل السيطرة الكاملة على كل جانب من جوانب المجتمع. الزعماء المحليين طردوا والآلاف من المعارضين سجنوا في ما يسمى مخيمات إعادة التأهيل. مصدر آخر للصراع كان استمرار الصراعات العرقية والمجتمعية بسبب التدخل البرتغالي في شؤون المجتمع الموزمبيقي للحيلولة دون الاتصال بين السكان والمتمردين. جبهة تحرير موزمبيق أملت من خلال هذا النظام الجديد في تحقيق أهدافها وأهداف الفلاحين من التنمية الزراعية، إلا أن هذا ما زاد إلا من نفور سكان الريف.

## مسار الحرب

### اندلاع النزاع المسلح
من 1976 إلى 1977، قوات روديسيا مرارا وتكرارا دخلت موزمبيق من أجل تنفيذ عمليات ضد ZANLA (جيش التحرير الوطني الأفريقي الزيمبابوي) بدعم من حكومة جبهة تحرير موزمبيق. خلال أحد مثل هذه الغارات، قوات روديسيا أفرت عن الرئيس السابقة لجبهة تحرير موزمبيق أندريه ماتسانغيسا من مخيمات إعادة التأهيل حيث أعطت له التدريب العسكري الكافي ليتحول إلى زعيم حركة RENAMO (المقاومة الوطنية الموزمبيقية)، التي كانت التي قد أسستها مخابرات روديسيا قبل وقت قصير واندلعت رسميا الحرب الأهلية. في سالزبوري، روديسيا، تحت رعاية كين فلورز، رئيس روديسيا وكبير موظفي المعلومات، وأورلاندو كريستينا، الناطق الرسمي للشرطة السرية البرتغالية سابقا، صاحب الخبرة الطويلة في أفريقيا. المقاومة الوطنية الموزمبيقية بعد ذلك بدأت تعمل في منطقة غورونكوزا من أجل مكافحة جبهة تحرير موزمبيق وجنود ZANLA. ومع ذلك في 1979 ، ماتسانغيسا توفي في الهجوم الأول لحركة RENAMO غير الناجح على مركز فيلا بايفا وسقطت في المنطقة. بعد ذلك، أفونسو دلاكاما أصبح الزعيم الجديد للحركة وشكل أسس جيش فعال قادرا على القتال في حرب العصابات.

### إستراتيجية حركة RENAMO وعملياتها
بعد أن قاتلت الإمبرطورية البرتغالية باستخدام إستراتيجية حرب العصابات، جبهة تحرير موزمبيق أو FRELIMO كانت مضطرة الآن إلى الدفاع عن نفسها ضد نفس الأساليب التي استخدمها وكان في الدفاع عن مساحات شاسعة ومئات من المواقع، في حين أن RENAMO تعمل فقط في عدد قليل من المناطق النائية وتنفذ غارات ضد البلدات الهامة والبنيات التحتية. علاوة على ذلك، حركة المقاومة الوطنية الموزمبيقية بصورة منهجية جمعت المدنيين قسريا للعمل. وقد تم ذلك عبر اختطافهم خاصة الأطفال من أجل استخدامها كجنود في هذه الحرب ومن المقدر أن ثلث قوات حركة RENAMO كانوا من الأطفال، لكن خطف الناس من المناطق التي كانت تسيطر عليها في موزمبيق سبب نوعا من الضعف الإداري. طريقة أخرى لاستخدام المدنيين للأغراض العسكرية كانت تسمى بنظام «كانديرا». هذا النظام أثر عليهم خصوصا على سكان الريف في المناطق التي تسيطر عليها المقاومة الوطنية الموزمبيقية وتم إجبارهم على الوفاء بثلاثة مهام رئيسية: (1-إنتاج الغذاء لحركة المقاومة الوطنية الموزمبيقية)، (2- نقل السلع الذخيرة إلى جنودها) و (3- في حالة النساء يجب عليهم الحضور إلى جنودها بمثابة عبيد لممارسة الجنس أما إذا لم توافقن فكانوا يختطفن ويتم اغتصابهن بغض النضر عن السن). كلا الجانبين بشكل كبير اعتمدا على استخدام الألغام الأرضية: جبهة تحرير موزمبيق كوسيلة للدفاع عن البنى التحتية الهامة أما المقاومة الوطنية الموزمبيقية من أجل ترويع السكان، مما أدى إلى تدهور الاقتصاد وتدمير الخدمات المدنية ومناجم المعادن والطرق والمدارس والمراكز الصحية. ومن ثم، على الرغم من أن أرقام جنودها كبيرة فإن RENAMO لم تتمكن من على نحو كاف من الدفاع عن أي من المدن الرئيسية. بحلول منتصف 1980، FRELIMO فقدت السيطرة على الكثير من الريف. حركة RENAMO كانت قادرة على تنفيذ غارات في أي مكان تقريبا في البلاد باستثناء المدن الرئيسية. النقل أصبح محفوفا بالمخاطر في الأعمال التجارية. حتى القوافل المسلحة لم تكن في مأمن من هجمات حركة RENAMO.

### إستراتيجية حركة FRELIMO وعملياتها
جبهة تحرير موزمبيق كانت لها ردة فعل على إعادة استخدام النظام البرتغالي فقد أنشأت قرى طائفية محصنة تسمى «ألديامنتوس» حيث الكثير من سكان الريف انتقلوا لها. مما سبب نوعا من الاستقرار النسبي لسكان موزمبيق. علاوة على ذلك، من أجل الحفاظ على حد أدنى من البنية التحتية، تم إنشاء شبكة من الطرق تحت حراسة كبيرة وملغمة لصد هجمات المقاومة الوطنية الموزمبيقية.

### الدعم والتدخل الخارجي
جبهة تحرير موزمبيق أو FRELIMO في البداية تلقت مساعدات عسكرية كبيرة من الاتحاد السوفيتي ثم من فرنسا، المملكة المتحدة والولايات المتحدة. في الولايات المتحدة، الدوائر المحافظة ضغطت على الحكومة من أجل دعم حركة RENAMO لكن عارضت وزارة الخارجية التي لها أخيرا اليد العليا بعد التقارير الأخيرة التي وثقت انتهاكات حركة RENAMO الوحشية أثناء الحرب. RENAMO تلقت دعما عسكريا من روديسيا، جنوب أفريقيا وكينيا، فضلا عن دعم تنظيمي من ألمانيا الغربية. هاستينغز باندا، رئيس ملاوي، المدعوم من كل من جبهة تحرير موزمبيق والمقاومة الوطنية الموزمبيقية، استخدم شباب بلاده لدعم RENAMO في حين أن القوات المسلحة لجمهورية مالاوي المدعومة من حكومة جبهة تحرير موزمبيق دخلت في الحرب للدفاع عن المصالح المالاوية في موزمبيق. في عام 1982، زيمبابوي غير الساحلية تدخلت مباشرة في الحرب الأهلية من أجل تأمين طرق النقل، فوقفت عبر الحدود وأغارت على حركة RENAMO لتقديم المساعدة لحليفتها القديمة جبهة تحرير موزمبيق عبر الدفاع في شبكة من الممرات. فيما بعد زيمبابوي أصبحت تنفذ عمليات مشتركة مع FRELIMO ضد معاقل قوات المقاومة الوطنية الموزمبيقية. ومن ثم فإن RENAMO كان لا بد لها أن تتخلى عن مخيماتها في قاعدة منطقة غورونكوزا. تنزانيا أيضا أرسلت بعض قواتها لدعم جبهة تحرير موزمبيق. بعد سقوط حكومة إيان سميث في روديسيا، أصبحت جنوب أفريقيا الداعم الرئيسي لحركة RENAMO. ملاوي كانت تستخدم قناة جنوب أفريقيا لإيصال المساعدات إلى جنود RENAMO. إدارة FRELIMO، بقيادة الرئيس سامورا ماشيل كانت من الناحية الاقتصادية دمرت خلال الحرب الأهلية. التدخل العسكري والتفاهمات الدبلوماسية التي قام بها الاتحاد السوفيتي لم تمكن من التخفيف من البؤس الاقتصادي والمجاعة في البلاد لكن في الأخير الرئيس سامورا ميشيل وقع ميثاق عدم اعتداء مع جنوب أفريقيا، المعروف باسم اتفاق نكوماتي. وفي المقابل، جنوب أفريقيا وعدت بقطع المساعدات الاقتصادية في مقابل الحصول على التزام من جبهة تحرير موزمبيق بمنع حزب المؤتمر الوطني الأفريقي من استخدام موزمبيق كملاذ لمتابعة حملته لإسقاط حكم الأقلية البيضاء في جنوب أفريقيا وفي مايو 1983 عقب تفجير سيارة في بريتوريا، جنوب أفريقيا، هاجمت قوات يشتبه بأنه تابعة لحزب المؤتمر الوطني الأفريقي قواعدا في عاصمة موزمبيق مابوتو. وفي أكتوبر، داهمت نفس القوات العاصمة مرة ثانية وهاجمت مكتب لها والاقتصاد في حالة مزرية والبلاد في حالة من الفوضى العارمة، سامورا ميشيل اضطر إلى تقليص بعض السياسات الاشتراكية بعد زيارة له إلى أوروبا الغربية وفي الشهر نفسه وقع اتفاقيات عسكرية - اقتصادية مع البرتغال، فرنسا، والمملكة المتحدة كما تخلى عن فكرة التنمية الزراعية الاشتراكية، نتيجة ذلك، الاتحاد السوفيتي أنهى جميع المساعدات لموزمبيق وإلى FRELIMO. حجم دعم حكومة جنوب أفريقيا لحركة RENAMO تقلص بعد اتفاق نكوماتي، لكن الوثائق التي تم العثور عليها خلال الاستيلاء على مقر [[المقاومة الوطنية الموزمبيقية في كورونغوزا في وسط موزمبيق في أغسطس 1985، كشفت استمرار الاتصالات والدعم العسكري من جنوب أفريقيا لحركة RENAMO. جبهة تحرير موزمبيق، وفي الوقت نفسه، جزئيا فقط، نفذت التزاماتها في اتفاق نكوماتي بطرد أعضاء من حزب المؤتمر الوطني الأفريقي من أراضيها.

### الجمود العسكري
و مع نهاية 1980، أيا من الطرفين كان قادرين على الفوز في الحرب بالوسائل العسكرية. الضغوط العسكرية على المقاومة الوطنية الموزمبيقية لم تؤدي إلى هزيمتها وفي حين هي غير قادرة على احتلال أي المدن الكبيرة فإنها لا تزال قادرة على ترهيب المناطق الريفية. جبهة تحرير موزمبيق التي تسيطر عليها المناطق الحضرية والممرات، لم تتمكن من حماية الريف من أسراب جنود حركة RENAMO. جبهة تحرير موزمبيق أيضا غير قادرة على خفض أرقام قوة RENAMO مما زاد ضراوة الحرب. وفي 19 أكتوبر 1986، أول رئيس لموزمبيق، سامورا ميشيل توفي عندما تحطمت طائرة كانت تنقله بالقرب من حدود جنوب أفريقيا. تحقيق دولي أشار أن الحادث ناجم عن الأخطاء التي أدلى بها طاقم الرحلة وهو استنتاج غير مقبول عالميا. خليفة ميشيل المسمى خواكيم ألبرتو شيسانو، الذي كان قد شغل منصب وزير الخارجية من 1975 حتى وفاة ميشيل. شيسانو استمر على سياسات سامورا ميشيل في توسيع العلاقات الدولية لموزمبيق، ولا سيما روابط البلاد مع الغرب، ومتابعة الإصلاحات الداخلية. خلال الحرب، مئات الآلاف من الناس ماتوا من المجاعة. وكان تتهم كل من المقاومة الوطنية الموزمبيقية وجبهة تحرير موزمبيق بنشر الجوع والمجاعة في البلاد.

## جرائم الحرب وجرائم ضد الإنسانية

### المقاومة الوطنية الموزمبيقية
المقاومة الوطنية الموزمبيقية بصورة منهجية، ارتكبت جرائم حرب وجرائم ضد الإنسانية كجزء من زعزعة الاستقرار الاستراتيجي وهذا يشمل القتل الجماعي، الاغتصاب وتشويه غير المقاتلين خلال الغارات الإرهابية على القرى والمدن واستخدام الأطفال كجنود وعمال بواسطة نظام كانديرا على أساس العمل القسري والعنف الجنسي. في كثير من الأحيان، النساء يتم اختطافهن ثم يتم اغتصابهن كوسيلة لتعزيز الروح المعنوية للقوات. نظام كانديرا تسبب في انتشار المجاعة بين سكان الريف بسبب الاعتماد على أنفسهم في إنتاج الطعام. هذا تسبب المزيد في المزيد من الأمراض لهم. جرائم حركة RENAMO اكتسبت اهتمام الرأي العام في جميع أنحاء العالم خصوصا عندما قام جنود حركة RENAMO بذبح 424 من المرضى المدنيين في المستشفيات بالبنادق والمناجل خلال غارة على بلدة أوموان الريفية. هذا الحادث دفع إلى فتح تحقيق في طرق قتال RENAMO من قبل مستشار وزارة الخارجية الأمريكي روبرت غرسوني، الذي وضع حدا أخيرا لطموحات الولايات المتحدة بدعم المقاومة الوطنية الموزمبيقية. ومن ثمة، يبدو الفرق الوحيد بين مذبحة أوموان وأساليب حركة RENAMO المعتادة كان حجم العملية. عادة من شأنها اختيار الأهفاف الصغيرة والسهلة بدلا من مهاجمة بلدة يدافع عنها 90 جندي من جبهة تحرير موزمبيق. وفقا لتقرير غيرسوني، حركة RENAMO فإن %94 من جرائم القتل الجماعي، %94 من عمليات الخطف، %93 من النهب خلال الحرب نفذته المقاومة الوطنية الموزمبيقية. غير أن هذا الاستنتاج قد شك فيه عالم الماركسية الفرنسي ميشال كايين. رودولف رومل قدر بأن ما يصل إلى 125.000 قتلوا من طرف متمردي RENAMO في الفترة بين 1975-1987.

### جبهة تحرير موزمبيق
تم اتهام جبهة تحرير موزمبيق بارتكابها جرائم حرب وجرائم ضد الإنسانية مع زيمبابوي وتنزانيا خلال الحرب الأهلية مثلها مثل حركةالمقاومة الوطنية الموزمبيقية.

## تداعيات الحرب بعد نهايتها

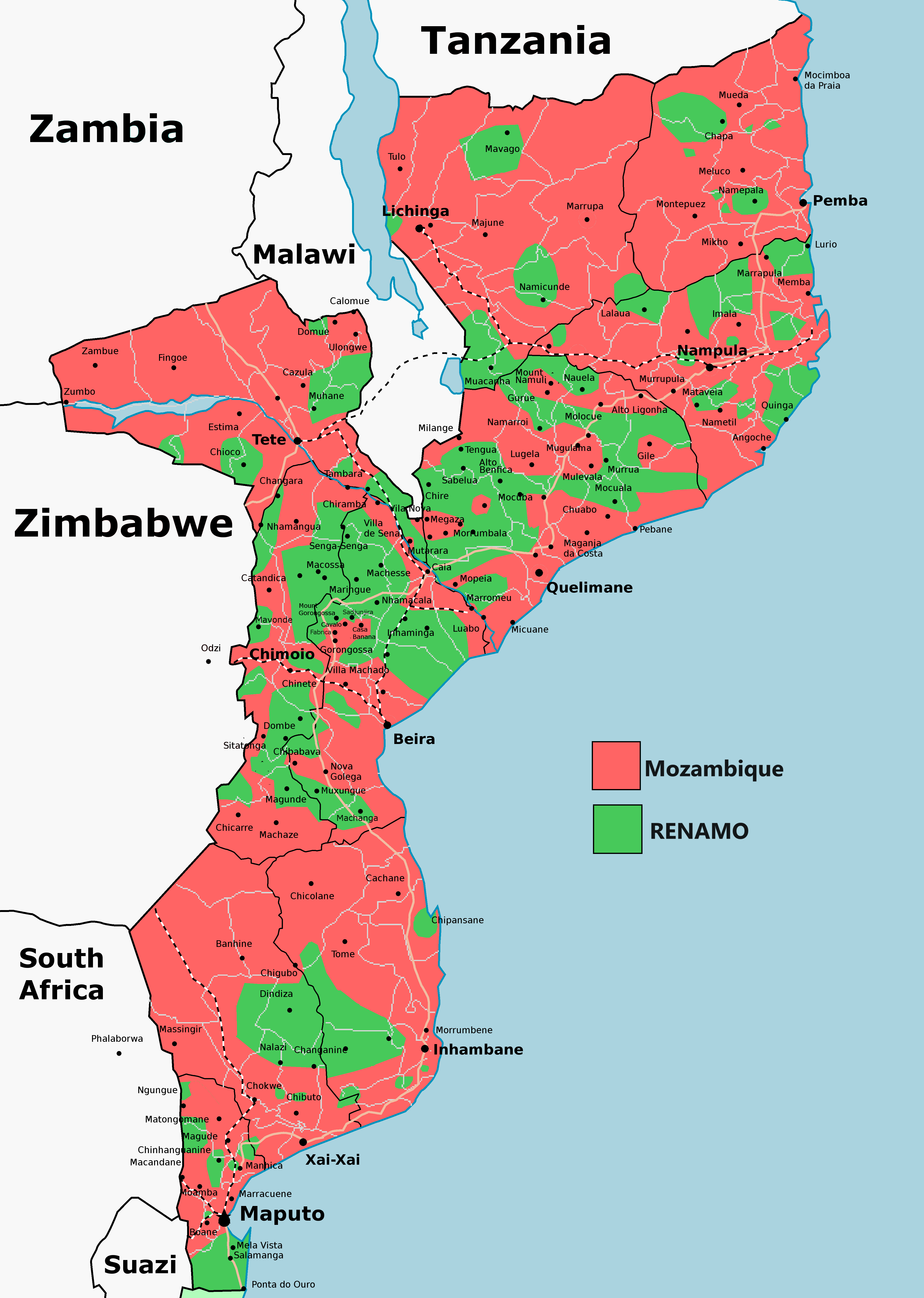
خريطة الوضع في موزمبيق عام ١٩٩٤

### الانتقال إلى السلام
و في عام 1990 مع نهاية الحرب الباردة، الفصل العنصري تداعى في جنوب أفريقيا ودعمها لحركة RENAMO قل كثيرا ثم أول عقدت أو محادثات مباشرة بين حكومة جبهة تحرير موزمبيق والمقاومة الوطنية الموزمبيقية. FRELIMO وضع مسودة الدستور الجديد في يوليو 1989 مما مهد الطريق أمام نظام التعددية الحزبية، والدستور الجديد اعتمد في نوفمبر تشرين الثاني 1990. موزمبيق الآن دولة متعددة الأحزاب والانتخابات دورية والحقوق الديمقراطية مضمونة. وفي 4 أكتوبر 1992، ظهر اتفاق روما للسلام بدعم من الأمم المتحدة ثم وقع في روما بين الرئيس خواكيم ألبرتو شيسانو وزعيم قوات المقاومة الوطنية الموزمبيقية أفونسو دلاكاما ثم بدأ تطبيقه رسميا في 15 أكتوبر 1992 بعدها وصل قوات الأمم المتحدة لحفظ السلام (ONUMOZ) من 7500 جندي وأشرفوا على عامين الانتقال إلى الديمقراطية. 2400 من المراقبين الدوليين أيضا دخلوا البلاد للإشراف على الانتخابات الذي عقد في 27 و28 أكتوبر 1994. غادرت وحدات الأمم المتحدة في أوائل 1995. بحلول ذلك الوقت، الحرب الأهلية الموزمبيقية بمليون قتيل و5 ملايين لاجئ أي ما يعادل تقريبا نصف سكان كاليفورنيا.

### الألغام الأرضية
مشروع هالو هو مشروع لإزالة الألغام بتمويل من الولايات المتحدة والمملكة المتحدة. بدأ في موزمبيق في عام 1993 وفيه تم تجنيد عمال محليين لإزالة الألغام الأرضية المنتشرة في جميع أنحاء البلاد. أربعة عمال في مشروع هالو قتلوا في الجهود الرامية اللاحقة للتخلص من الألغام الأرضية في موزمبيق، التي استمرت بقتل مئات من المدنيين والعديد من الإصابات سنويا منذ سنوات بعد الحرب. في سبتمبر 2015، أعلن عن تحرر البلاد أخيرا من الألغام الأرضية وأقيم احتفال لذلك بحضور أعضاء مشروع هالو.

### تمرد المقاومة الوطنية الموزمبيقية (2013-الآن)
اندلع تمرد المقاومة الوطنية الموزمبيقية في 2013 فتجدد العنف ولا زال مستمرا إلى الآن وقتل فيه العشرات.